# Sylvester Stadler
För andra betydelser, se Stadler.
Sylvester Stadler, född 30 december 1910 i Fohnsdorf, död 23 augusti 1995 i Königsbrunn, var en tysk SS-Brigadeführer. Han dekorerades med Riddarkorset med eklöv och svärd.